# Тубан
Тубан (Альфа Дракона, α Draconis, скорочено α Dra, HD123299) — хімічно пекулярна зоря спектрального класу A0 й має видиму зоряну величину в смузі V приблизно 3,7. Вона знаходиться в сузір'ї Дракона на відстані близько 308,9 світлових років від Сонця. Назва зорі Тубан походить з арабської мови الثعبان, і перекладається як «Змія».

## Фізичні характеристики
Зоря HD123299 обертається порівняно повільно навколо своєї осі. Проєкція її екваторіальної швидкості на промінь зору становить Vsin(i) = 24 км/сек.

## Пекулярний хімічний склад
Зоряна атмосфера HD123299 має підвищений вміст Si.

## Магнітне поле
Спектр даної зорі вказує на наявність магнітного поля у її зоряній атмосфері. Напруженість повздовжної компоненти поля оціненої з аналізу крил ліній Бальмера становить 29,0 ± 30,0 Гаус.